# Lufengosaurus huenei
Lufengosaurus huenei es una especie y tipo del género extinto Lufengosaurus ("reptil de Lufeng") de dinosaurio prosaurópodo masospondílido, que vivió a principios del período Jurásico, hace aproximadamente 203 y 191 millones de años, en el Hettangiense y el Pliensbachiense, en lo que hoy es Asia. Lufengosaurus a menudo se describe como un sauropodomorfo temprano bastante pequeño, medía aproximadamente 6 metros de largo y casi 3 de alto. Más de 30 especímenes han sido descubiertos. Fue el primer esqueleto completo montado en China, con una estampilla postal de 1958 conmemorando el suceso.

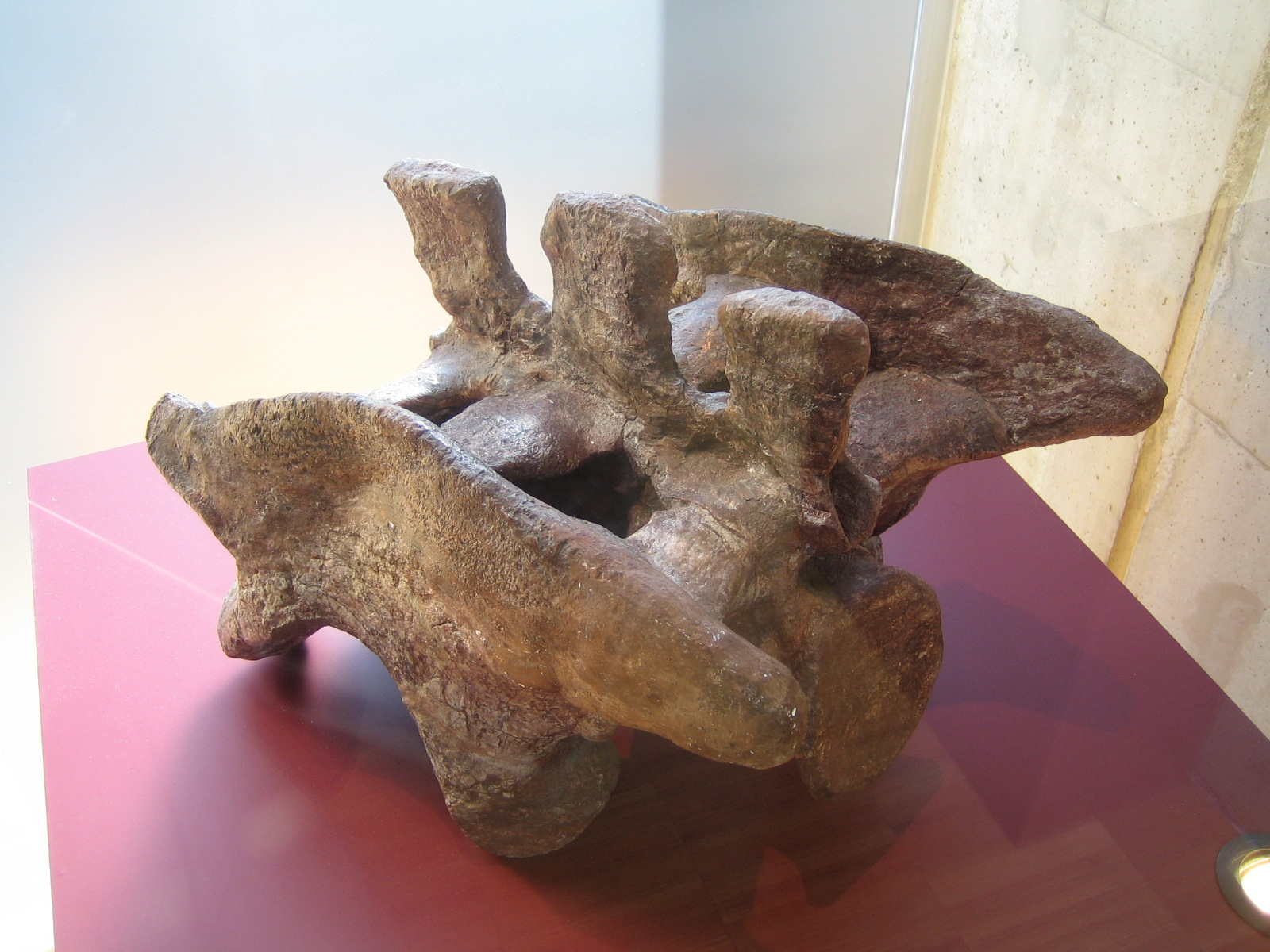
Pelvis de Lufengosaurus huenei.

Varios esqueletos de Lufengosaurus se colectaron en las expediciones chinas a  Sichuán y  Yunnan entre 1930 y 1950. Desde entonces, numerosos ejemplares se han encontrado en varias partes de China.
A fines de la década de 1930, el geólogo Bien Meinian comenzó a descubrir fósiles en Shawan, cerca de Lufeng, en la provincia de Yunnan. En 1938 se le unió el paleontólogo Yang Zhongjian, en ese momento más conocido como "C. C. Young" en Occidente. En 1941, Yang nombró restos de un "prosaurópodo" Lufengosaurus huenei. El nombre genérico se refiere a Lufeng. El nombre específico honra al antiguo tutor de Yang, el paleontólogo alemán Friedrich von Huene. El holotipo , IVPP  V15, un esqueleto parcial, se encontró en la Formación Lufeng inferior. Originalmente considerada triásica, esta formación ahora se considera que data del Jurásico inferior entre el Hettangiense al Sinemuriense.